# Sergio Iván Dornelles
Sergio Iván Dornelles (Alvear, 26 de abril de 1974) é um clérigo católico romano argentino e bispo auxiliar em Buenos Aires.

## Vida
Sergio Iván Dornelles esteve envolvido na Ação Católica em sua juventude. Formou-se em direito pela Universidade de Buenos Aires em 1998 e posteriormente trabalhou como advogado por dois anos. A partir de 2000 estudou filosofia e teologia católica no seminário Inmaculada Concepción, em Buenos Aires. Em 17 de novembro de 2007, recebeu o sacramento da ordenação sacerdotal para a Arquidiocese de Buenos Aires, no Microestádio Malvinas Argentinas, pelo Arcebispo de Buenos Aires, Jorge Mario Cardeal Bergoglio, S.J..
Após sua ordenação, Dornelles serviu inicialmente como vigário paroquial da paróquia de San Saturnino y San Judas de 2008 a 2014, onde anteriormente atuou como diácono. De 2009 a 2015 foi assessor da área de candidatos da Ação Católica na Arquidiocese de Buenos Aires e de 2014 a 2015 foi também vigário paroquial da paróquia de Nuestra Señora de la Misericordia, antes de se tornar seu pároco. Além de seu trabalho na pastoral paroquial, Dornelles chefiou o departamento diocesano de pastoral infantil a partir de 2012 e o conselho pastoral diocesano a partir de 2023. A partir de 2019, foi assessor nacional da Ação Católica na Argentina. Ele também atuou como reitor do decanato de Villa Lugano de 2021 a 2023 e trabalhou no departamento de educação diocesano de 2023 em diante. Além disso, Dornelles foi membro do Conselho Presbiteral desde 2019 e do Colégio de Consultores da Arquidiocese de Buenos Aires desde 2021.
Em 19 de junho de 2024, o Papa Francisco o nomeou Bispo Titular de Eguga e Bispo Auxiliar de Buenos Aires. O Arcebispo de Buenos Aires, Jorge Ignacio García Cuerva, consagrou-o, juntamente com Pedro Bernardo Cannavó e Alejandro Daniel Pardo, em 3 de agosto do mesmo ano na Catedral Metropolitana de Buenos Aires; os co-consagradores foram o bispo auxiliar de Río Gallegos, Fabián González Balsa, e o bispo de San Justo, Eduardo Horacio García, assim como os bispos auxiliares de Buenos Aires, Alejandro Daniel Giorgi e Gustavo Oscar Carrara.
Monsenhor Iván Dornelles é Vigário Episcopal do Vicariato de Devoto (desde 2024) e Vigário Episcopal do Vicariato da Pastoral (desde 2024). Desde novembro de 2024, é membro da Comissão Episcopal de Comunicação Social da Conferência Episcopal Argentina.